# 완전승리 다이테이오
완전승리 다이테이오(完全勝利ダイテイオー)는 본래 열혈최강 고자우라의 부진으로 인해 종말을 고했던 앨드런 시리즈가 2001년에 10주년 기념작으로 제작하려던 작품으로 4기에 해당된다. 귀계 제국 오니갓슈마가 지구를 침략한 것으로 스토리가 시작된다. 1기 절대무적 라이징오, 2기 로봇전사 감마, 3기 '열혈최강 고자우라의 주인공들까지 모두 등장한다.
하지만 2달전에 제작사에서 제작을 하지 않겠다는 이유로 홍보영상인 PV만 제작되었고 끝내 애니메이션화되지 못했다. 하지만 만화책의 일부로 남아있다.

## 등장인물
- 타로우 오모모우 : 단케츠 팀의 리더이자, 테이오 , 다이테이오 , 퍼펙트 다이테이오의 파일럿이다. 친구들 사이에서는 모모타로라고 불린다. 간바루가 (간바)팀의 활약을 보고 감탄을 받았다.
- 마이 오오조라 : 단케츠 팀의 일원이자, 쿠오의 파일럿이다. 유일한 여성 조종사이다. 지구방위대팀 (라이징오팀)의 활약을 보고 감탄을 받았다.
- 카케루 다이치 : 단케츠 팀의 일원이자, 리쿠오의 파일럿이다. 그는 고자우라(사우르스) 팀의 활약을 보고 감탄을 받았다.
- 히르유 츠키시로 : 단케츠 팀의 일원이자 류오와 다이류오의 파일럿이다. 아스쿠아의 사촌이다.
- 테이오 : 오모모우가 조종하는 로봇으로 원숭이 형태의 로봇이다. 다이테이오의 가슴 부분을 담당한다.
- 쿠오 : 마이가 조종하는 로봇으로, 꿩 형태의 로봇이다. 다이테이오의 어깨와 등 부분을 담당한다.
- 리쿠오 : 카케루가 조종하는 로봇이다. 늑대 형태의 로봇이다. 다이테이오의 다리 부분을 담당한다.
- 다이테이오 : 테이오 , 쿠오 , 리쿠오가 합체한 로봇으로, 다이류오, 류오와 합체하여 퍼펙트 다이테이오가 된다.
- 고크라크루져 : 학교가 변형된 형태의 전투함이다.
- 류오/다이류오 : 츠키시로가 조종하는 로봇이다. 용 형태의 로봇이다. 다이테이오와 합체하여 퍼펙트 다이테이오가 된다.
- 다이게노 : 고크라크루져에 의해 생성된 로봇이다. 퍼펙트 다이테이오의 캐논포 역할을 한다.
- 퍼펙트 다이테이오 : 다이테이오와 다이류오가 합체한 형태의 가장 강력한 형태의 로봇이다. 최종회에서 갓 라이징오 , 그레이트 간바루가, 킹 고자우라와 힘을 합쳐 기계 제국을 물리친다.